# Virginia Centurione Bracelli
Virginia Centurione Bracelli, N.S.R.M.C. (ligursky: Virginnia Çentrioña, 2. dubna 1587, Janov – 15. prosince 1651, tamtéž) byla italská šlechtična a římskokatolická řeholnice, zakladatelka a členka kongregace Sester Panny Marie z útočiště na hoře Kalvárie. Katolická církev ji ctívá jako světici.

## Život

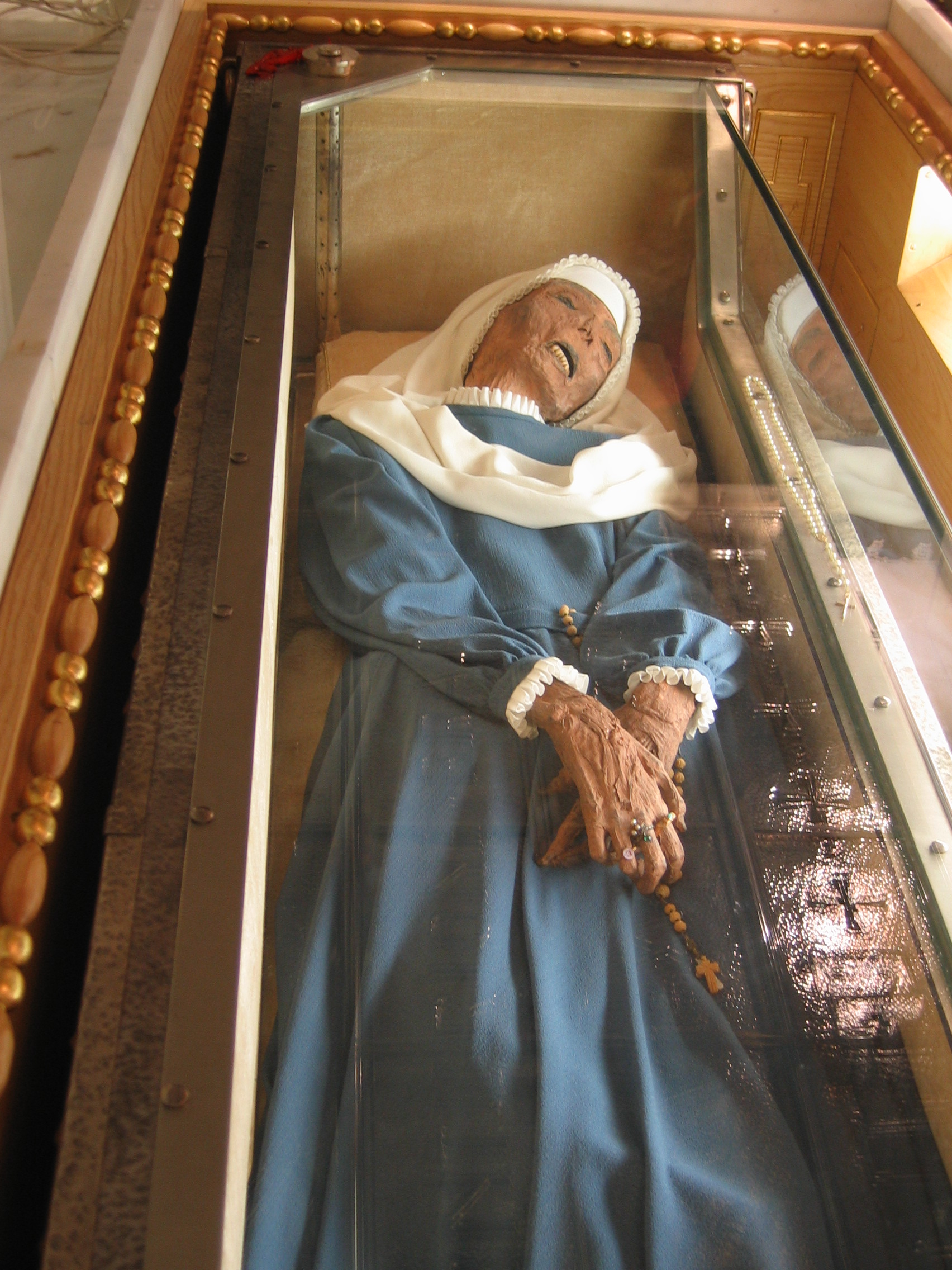
Její ostatky v mateřském domě jí založené kongregace v Janově

Narodila se dne 2. dubna 1587 v Janově jako dcera Giorgia Centurioneho, který byl janovským dóžem v letech 1621–1623, a Lelie Spinola.
Navzdory své touze žít klauzurním životem byla nucena se dne 10. prosince 1602 vdát za bohatého šlechtice Gaspare Grimaldi Bracelliho, patřícího k významné rodině Spinolů. Měla s ním dvě dcery: Lelii a Isabellu. Manželství netrvalo dlouho a 13. června 1607 ve věku 20 let ovdověla. Další domluvený sňatek z otcova vlivu odmítla a složila slib života v celibátu.
Po manželově smrti začala s charitativní činností, kdy pomáhala chudým a nemocným. Aby pomohla zmírnit chudobu ve svém městě, založila středisko pro péči o potřebné. Středisko bylo brzy zaplaveno lidmi trpícími hladomorem a morem v letech 1629–1930 a brzy si musela pronajmout prostory bývalého kláštera Monte Calvario, aby pojal všechny lidi, kteří sem přicházeli. Vytvořila komunitu, která byla zasvěcena Panně Marii z útočiště. Z komunity vznikla ženská řeholní kongregace Sester Panny Marie z útočiště na hoře Kalvárie, kterou založila v Janově roku 1631, a do níž sama vstoupila.
Kolem roku 1635 jí zřízené centrum pečovalo o více než 300 pacientů a dostalo se mu uznání od janovské vlády. Kvůli klesajícím finančním prostředkům poskytovaným středními a vyššími vrstvami však ztratilo středisko své vládní uznání v roce 1647. Zbytek života požila péčí o chudé a potřebné.
Zemřela dne 15. prosince 1651 v Janově ve věku 64 let. její ostatky jsou uchovávány v mateřském domě jím založené kongregace v janovské čtvrti Marassi.

## Úcta
Její beatifikační proces započal dne 7. ledna 1977, čímž obdržela titul služebnice Boží. Dne 7. dubna 1984 ji papež sv. Jan Pavel II. podepsáním dekretu o jejích hrdinských ctnostech prohlásil za ctihodnou. Dne 6. července 1985 byl uznán zázrak na její přímluvu, potřebný pro její blahořečení.
Blahořečena pak byla dne 22. září 1985 na Svatopetrském náměstí papežem sv. Janem Pavlem II. Svatořečena byla dne 18. května 2003 na Svatopetrském náměstí papežem sv. Janem Pavlem II.
Její památka je připomínána 15. prosince. Bývá zobrazována v řeholním oděvu. Je patronkou jí založené kongregace.